# K. Alexander Müller
Karl Alexander "Alex" Müller, född 20 april 1927 i Basel, död 9 januari 2023 i Zürich, var en schweizisk nobelpristagare i fysik 1987. Han delade priset med J. Georg Bednorz med motiveringen "för deras banbrytande upptäckt av supraledning i keramiska material".